# Ignacio Sada Madero
Ignacio Sada Madero é um produtor mexicano de telenovelas.

## Biografia
Ignacio Sada Madero começou sua carrera como assistente de produção de telenovelas do produtor Valentín Pimstein, incluiendo a bem sucedida telenovela Rosa salvaje de 1987. Em seguida vieram outros dois projetos importantes a telenovela infantil Carrusel em 1989 e  Simplemente María um ano depois.
Como produtor associado començou em 1999 a telenovela Alma rebelde, produzida por Nicandro Díaz González.
Depois produziu telenovelas como Mujer bonita em 2001, La intrusa em 2001, e Bajo las riendas del amor em 2007, todas sem muito êxito.
Em 2012 ele inicia a telenovela Un refugio para el amor, um remake da telenovela La Zulianita escrita em 1971 por Delia Fiallo. É a segunda vez que esta telenovela é feita no México, a primeira versão foi Morelia em 1995.

## Trajetória

### Produtor executivo
- A.Mar, donde el amor teje sus redes (2025)
- Nadie como tú (2023/24)
- Contigo Sí (2021/22)
- Quererlo todo (2020/21)
- Sin tu mirada (2017/18)
- Mi adorable maldición (2017)
- Simplemente María (2015/16)
- Por siempre mi amor (2013/14)
- Un refugio para el amor (2012)
- Bajo las riendas del amor (2007)
- La Intrusa (2001)
- Mujer bonita (2001)

### Produtor associado
- Alma rebelde (1999)

### Coordenador de produção
- Segunda parte de Simplemente María (1989/90)
- Carrusel (1989/90)

### Assistente de produção
- Segunda parte de Rosa salvaje (1987/88)